# Peter Schiff
Peter David Schiff (23 de março de 1963) é um autor, empresário e comentarista financeiro dos Estados Unidos. Schiff é o CEO e chief global strategist da corretora de valores Euro Pacific Capital Inc.
Em 2010 foi candidato nas primárias do Partido Republicano para o Senado dos Estados Unidos.
Peter Schiff é conhecido por suas visões sobre tendências baixistas (em inglês, bearish views) sobre a economia norte-americana e o dólar norte-americano, bem como tendências altistas (em inglês, bullish views) nas commodities, especialmente ouro. Schiff é um grande adepto da Escola Austríaca de pensamento econômico.

## Livros
Peter Schiff é autor de seis livros. Seu livro "Crash Proof 2.0" apareceu nas listas dos mais vendidos (bestsellers) do New York Times e do Wall Street Journal.
- Crash Proof: How to Profit From the Coming Economic Collapse, Fevereiros de 2007, ISBN 978-0-470-04360-8
- The Little Book of Bull Moves in Bear Markets: How to Keep your Portfolio Up When the Market is Down, 2008, ISBN 978-0-470-38378-0
- Crash Proof 2.0: How to Profit From the Economic Collapse, 2nd Edition, Setembro de 2009, ISBN 978-0-470-47453-2
- The Little Book of Bull Moves, Updated and Expanded: How to Keep Your Portfolio Up When the Market Is Up, Down, Or Sideways, 2010, ISBN 0-470-64399-4
- How an Economy Grows and Why it Crashes, 2010, ISBN 978-0-470-52670-5
- The Real Crash: America's Coming Bankruptcy—How to Save Yourself and Your Country, 2012, ISBN 978-1-250-00447-5